# Swedish American Line

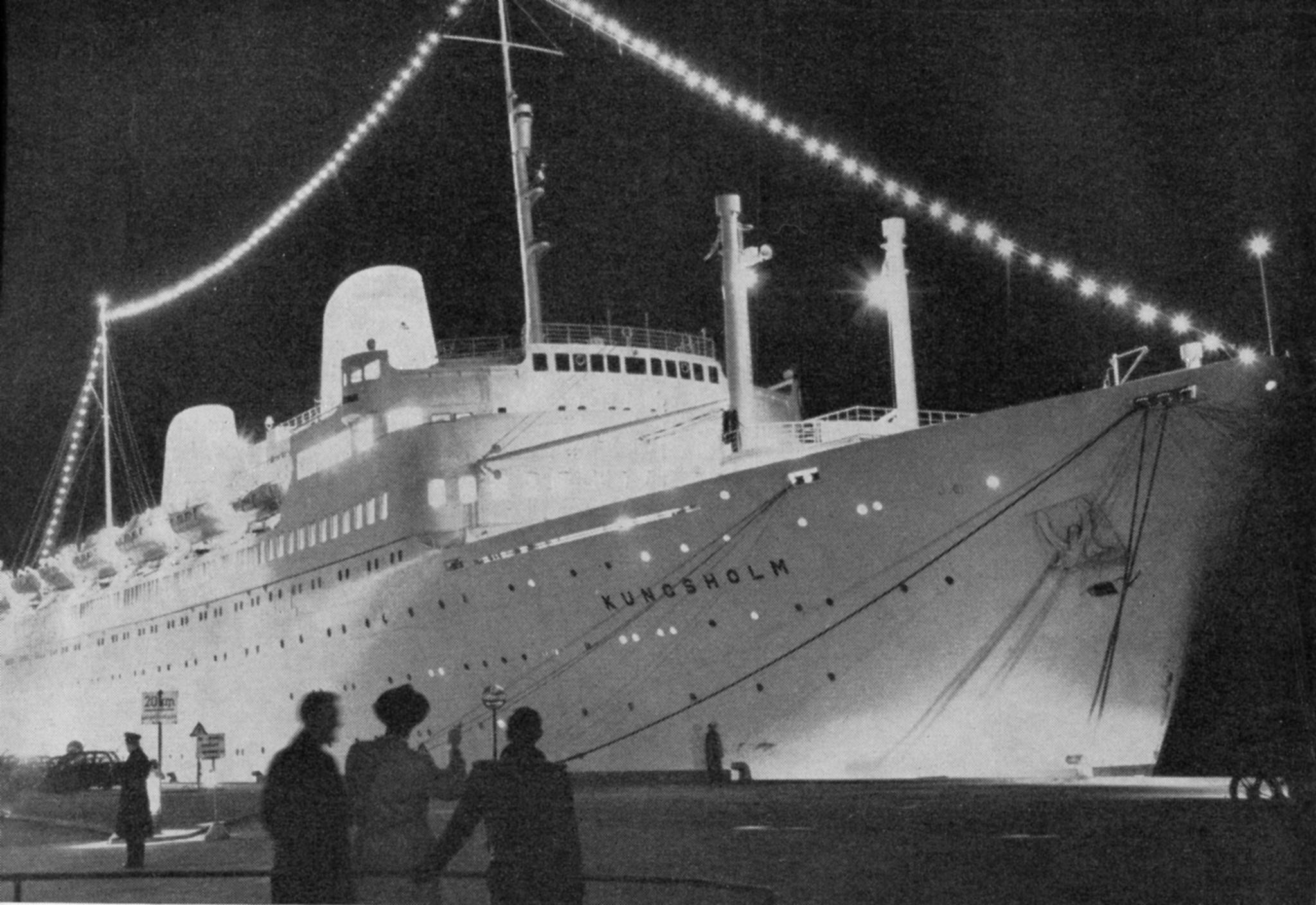
Le MS Kungsholm (1954).

La Swedish American Line (en suédois : Svenska Amerika Linien) ou SAL est une compagnie maritime suédoise. Les plus célèbres paquebots suédois ont appartenu à cette compagnie. Fondée sous le nom de Rederiaktiebolaget Sverige-Nordamerika en 1914, elle prend son nom définitif en 1925 et poursuit ses opérations jusqu'en 1975, date à laquelle elle cesse tout transport de passagers. Elle continue cependant à exploiter des cargos jusque dans les années 1980.
Elle s'est engagée dans les services de fret de ligne après que Svenska Amerika Mexiko Linien a été incorporée à la compagnie en 1946.
L'un de ses paquebots, le Gripsholm de 1925 est le premier transatlantique mû par un moteur plutôt que des machines à vapeur.

## Histoire
Les guerres mondiales et l'entre-deux-guerres
La Svenska Amerika Linien a été créée en 1915 sous le nom de Rederiaktiebolaget Sverige-Nordamerika, et ses fondateurs étaient les armateurs Wilhelm Lundgren et Dan Broström. Le 1er octobre 1915, elle acquiert son premier navire, le vapeur néerlandais Potsdam, qui effectue son premier voyage en Amérique du Nord sur la ligne Göteborg-New York, alors rebaptisé S/S Stockholm. Le navire part à 13 heures le 11 décembre 1915 avec 137 passagers et environ 150 000 envois postaux. Le capitaine est Axel Håkansson, et le voyage tourne à l'aventure lorsque le Stockholm est arrêté par des marins britanniques et envoyé à Kirkwall pour une fouille, où tout le courrier est confisqué. Après trois jours, cependant, le voyage peut continuer et le Stockholm arrive à New York après un voyage total de 15 jours, 10 heures et 58 minutes. 
Lors du deuxième voyage, le nombre de passagers a atteint 275 et le troisième 545. Pour le voyage de retour de New York, le nombre de passagers a été de 132 la première fois, 137 la deuxième fois et 592 lors du troisième voyage. Les premiers comptes de la compagnie font apparaître un excédent net de 623 493,32 couronnes suédoises. En 1940, lorsque la S.A.L. a dû cesser ses activités en raison de la guerre, plus d'un demi-million de passagers avaient voyagé sur les navires de la Svenska Amerika Lininen.
Pendant la Seconde Guerre mondiale, de 1942 à la fin de la guerre, le SS Drottningholm et le MS Gripsholm ont été affrétés par le gouvernement des États-Unis et la Croix-Rouge et ont servi de navires d'échange pour les prisonniers de guerre, les diplomates et d'autres civils internés. Les navires bénéficiaient d'un passage gratuit et traversaient les océans entièrement éclairés. Le Gripsholm a effectué deux longs voyages en 1942 et 1943 pour échanger des citoyens japonais contre des citoyens occidentaux, principalement américains. Le Drottningholm et le Gripsholm ont effectué plusieurs voyages entre le continent européen et le Royaume-Uni et les États-Unis pour échanger des prisonniers de guerre et des civils alliés, principalement contre des citoyens allemands et italiens.
En 1946, la Swedish America Mexico Line a également été incorporée à la Swedish America Line.